# Kenny Ball
Kenneth Daniel Ball (Ilford, 22 de maio de 1930 – Basildon, 7 de março de 2013) foi um trompetista, líder de banda, e cantor de jazz britânico. Ficou conhecido através da sua banda Kenny Ball & His Jazzmen.
Com apenas 14 anos de idade, ele deixou a escola para trabalhar como balconista de uma agência de publicidade, mas também começou a ter aulas de trompete. Começou sua carreira artística como semi-profissional sideman em bandas, ao mesmo tempo que trabalhava como balconista. Tornou-se profissional em 1953 e tocava trompete em bandas lideradas por Sid Phillips, Charlie Galbraith, Eric Delaney e Terry Lightfoot, antes de formar sua própria banda de trad jazz - Kenny Ball & His Jazzmen.